# Weinbau in Wien

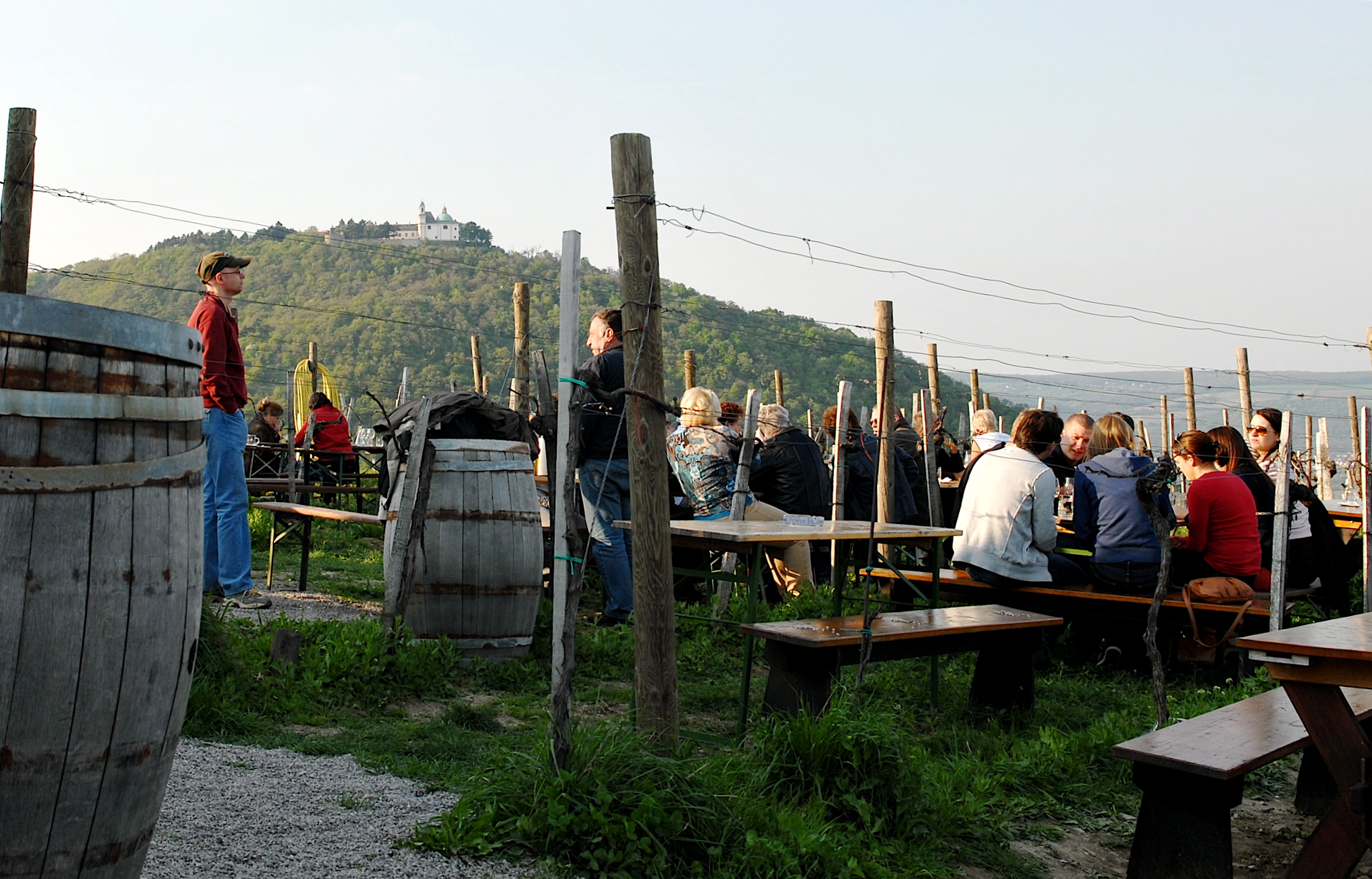
Weingarten-Buschenschank auf dem Nussberg, im Hintergrund der Leopoldsberg, 2011

Der Weinbau in Wien wird auf einer Fläche von 588 Hektar des Wiener Stadtgebietes betrieben. Auf rund 80 Prozent der Flächen sind Weißwein- und auf 20 Prozent Rotweinsorten angepflanzt. Die Weingärten werden von etwa 400 Weinbaubetrieben bewirtschaftet (Stand 2025). Wien ist die einzige europäische Hauptstadt mit nennenswerter Weinproduktion.

## Anbaugebiete

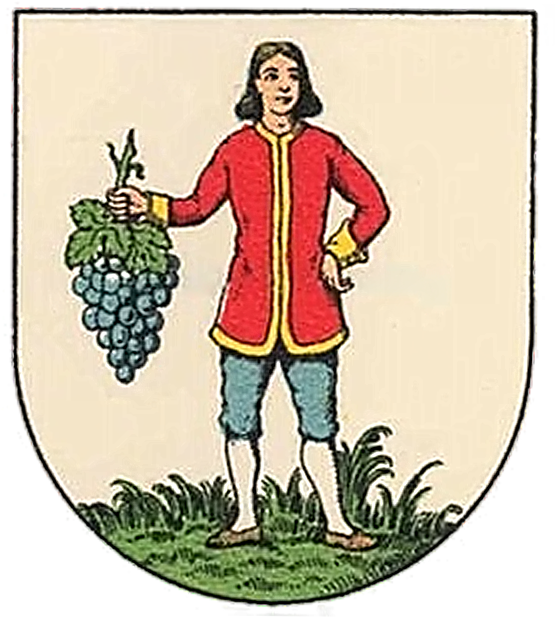
Wappen von Grinzing

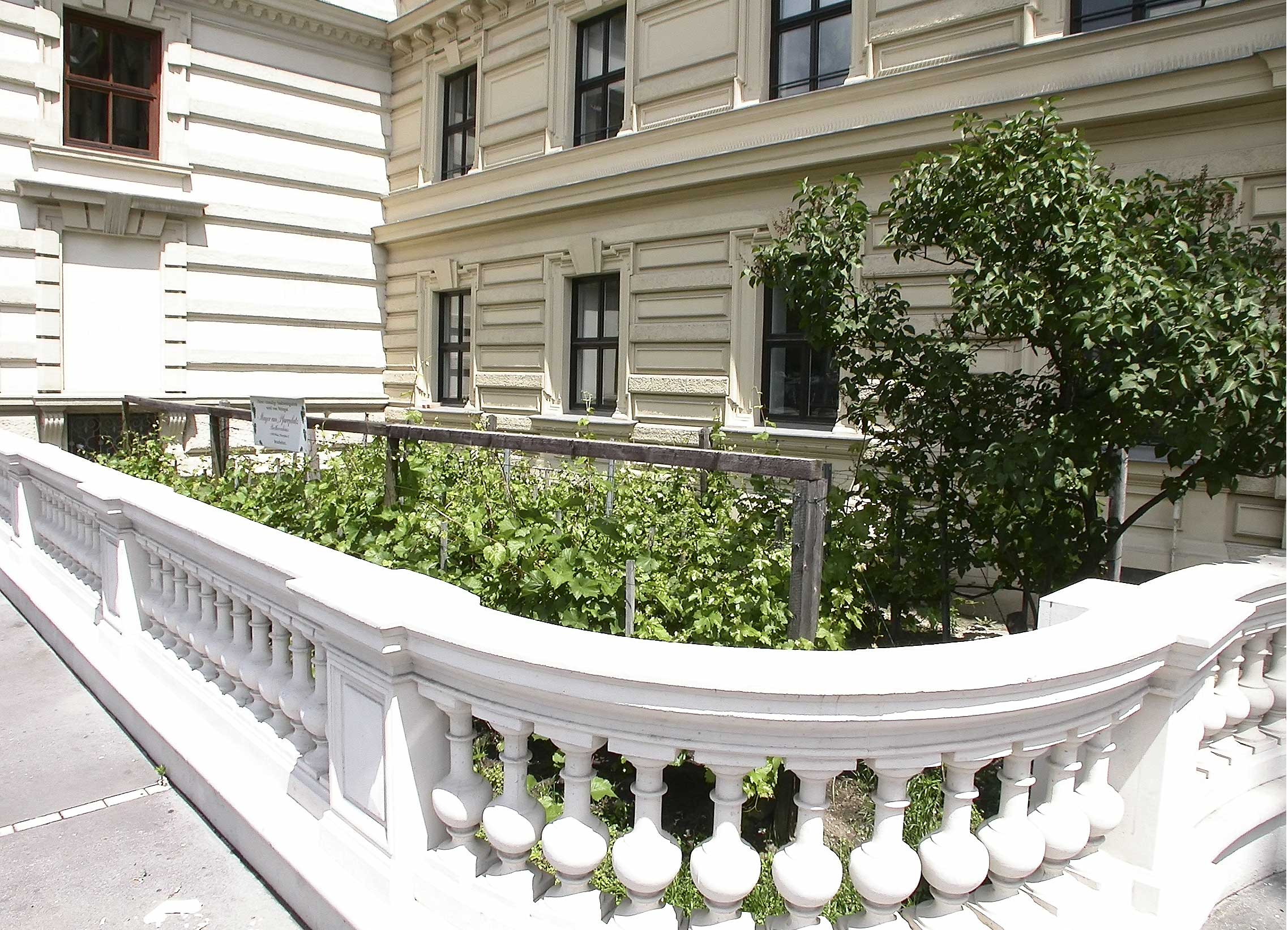
Kleine Rebanlage vor dem Haus Schwarzenbergplatz 2 im Jahr 2006

Das Weingebiet rund um Wien reicht vom Bisamberg im Nordwesten der Stadt im 21. Bezirk bis zum 23. Bezirk im Süden der Stadt. Rund die Hälfte des Wiener Weinbaugebietes befindet sich im Nordwesten der Stadt. Dieses liegt an den Hängen des Kahlenbergs und des Nussbergs mit den Weinbauorten Nussdorf, Grinzing, Sievering, Heiligenstadt, Neustift am Walde und Salmannsdorf. Des Weiteren werden am Fuße des Bisambergs, nördlich der Donau rund 260 Hektar Weingärten bewirtschaftet. Dort befinden sich auch die traditionellen Weinbauorte Stammersdorf, Strebersdorf und Jedlersdorf. Kleinere Anbaugebiete befinden sich im Süden Wiens in Mauer und Oberlaa am Laaer Berg.

### Kleine Rebanlagen
Im Jahr 2015 wurde anlässlich des 650-jährigen Bestehens der Universität Wien in deren im 3. Wiener Gemeindebezirk befindlichen Botanischen Garten in der Pannonischen Gruppe zwölf Reben gepflanzt. Ein Hinweisschild dazu hat die Aufschrift „Der kleinste Weinberg von Wien“. Bis dahin hatte als „kleinster Weingarten Wiens“ eine vor dem Haus Schwarzenbergplatz 2 befindliche, vom Weingut Mayer am Pfarrplatz betreute, Vorgarten-Rebanlage gegolten, wo alljährlich die Weinlese im Beisein von Wiens Bürgermeister und Dompfarrer stattfindet. Eine sehr kleine Wiener Rebanlage ist auch der Donaustädter Weinhügel in den Blumengärten Hirschstetten, wo in unterschiedlichen Erziehungsformen die wichtigsten Weinsorten des Wiener und niederösterreichischen Raumes wachsen. Im Jahr 2014 wurde auf dem Wiener Karlsplatz im sogenannten Karls Garten, direkt neben der Kunsthalle Wien Karlsplatz, ebenfalls ein kleiner Weingarten, bestehend aus 50 Reben, angelegt. Die Weinreben und das Know-how bezogen die Betreiber des Karls Gartens von dem burgenländischen Weingut Scheiblhofer in Andau. Ausgepflanzt wurden dort Tafeltrauben, und zwar in Summe acht verschiedene Sorten.

## Anbau und Rebsorten
Die Hauptsorten sind beim Weißwein Grüner Veltliner, Riesling, Weißburgunder, Chardonnay und Welschriesling. Im Rotweinbereich sind die Hauptsorten Blauer Zweigelt und Pinot Noir. Eine Spezialität des Wiener Weinbaus ist der Wiener Gemischte Satz, der seit dem Weinjahrgang 2013 im Rahmen des österreichischen DAC-Systems als eigenständige Appellation besteht. Um die Anforderungen dafür zu erfüllen, müssen die Trauben aus einem Wiener Weingarten stammen, der mit zumindest drei weißen Qualitätsrebsorten bepflanzt ist, die gemeinsam gelesen und verarbeitet werden; der größte Sortenanteil einer Rebsorte darf nicht höher als 50 Prozent sein, der drittgrößte Anteil muss zumindest 10 Prozent aufweisen.
Im Weißweinbereich entfallen 41 Prozent der Gesamtfläche auf Wiener Gemischter Satz, 16 Prozent auf Grüner Veltliner, 7,8 Prozent auf Riesling, 4,5 Prozent auf Weißburgunder, 4 Prozent auf Chardonnay und der Rest auf sonstige Sorten. Im Rotweinweinbereich entfallen 5,5 Prozent der Gesamtanbaufläche auf Zweigelt, 3,3 Prozent auf Pinot Noir und der Rest auf sonstige Sorten (Stand 2025).
23 Prozent der Anbaufläche entfallen in Wien auf Bioweinbau (Stand 2025). Das ist der doppelte Wert im Vergleich zu Niederösterreich und der dreifache im Vergleich zur Steiermark. Wien ist in diesem Segment österreichweit im Spitzenfeld zu verorten.

## Geschichte
Der Weinbau in Wien ist vermutlich so alt wie die Stadt selbst. Bereits zur Zeit der keltischen Siedlung „Vedunia“ und dem römischen Militärlager Vindobona gab es die ersten Rebkulturen in Wien. Der römische Kaiser Probus ließ hier Wein für seine römischen Legionen kultivieren. Mit Sicherheit nachweisen lassen sich die Wiener Weingärten jedoch erst ab dem 12. Jahrhundert. Zur Zeit des Mittelalters war die Stadt noch ganz von Weingärten umgeben. Im Zuge der zunehmenden Verstädterung wurden jedoch zahlreiche von ihnen gerodet. Im Jahre 1784 erlaubte Kaiser Joseph II. den Weinbauern Lebensmittel aus eigener Erzeugung gemeinsam mit dem eigenen Wein zu verkaufen. Dies schuf die Grundlage für die heutige Wiener Heurigenkultur, die den Erhalt der restlichen Weinberge sicherte. Heute gibt es in Wien rund 640 Weinbauern und 180 Heurige. Produziert werden knapp 2,5 Millionen Liter Wein pro Jahr.